# 환경 사회 과학
환경 사회 과학은 인간과 자연 환경 사이의 상호 관계에 대한 광범위하고 학문적인 연구이다. 환경 사회과학자는 인류학, 통신학, 경제, 지리, 역사, 정치학, 심리학, 사회학의 분야와 그 분야 간에서 일한다; 또한 환경학, 인간 생태학, 정치 생태학, 사회 역학 등의 분야 간에도 종사한다.

## 이념, 분야 및 개념
환경사회과학의 이념, 분야, 개념은 지속적으로 환경을 형성하거나 환경에 의해 스스로 형성되는 사회적 관계, 제도 및 인간 활동에 얽힌 환경 문제를 전달하는 것을 목표로 한다. 예를 들어, 정치 생태학은 환경이 "A-정치적"이 아니기 때문에 환경을 관리하는 방식, 누가 환경에 접근할 수 있는지, 어떻게 환경 자원이 분배되는지는 정치 구조, 권력 관계, 경제 기관 및 사회 과정을 통해 형성된다는 것을 전제로 한다.  폴 로빈스는 "A-정치적 구절 정치 생태학"의 차별화를 통해 이를 전하는데 로빈스에 따르면, 정치 생태학은 "근접적이고 국지적인 힘을 탓하기 보다는 광범위한 시스템, 생태계를 정치적으로 불활성이라기 보다는 권력 중심적인 것으로 보는 것 사이, 무관심의 객관성을 주장하는 접근법보다는 명시적으로 규범적인 접근 방식을 취하는 것 사이"를 식별하는 데 중점을 둔다. 인간의 환경 관계는 생태학적 관계에 얽혀 있는 인간 관계와 구조의 거미줄을 통해 움직이는 "시스템"을 통해 울려 퍼진다.
따라서 환경 사회 과학자들은 인간과 환경의 관계를 강조한다. 이에 비추어 환경 사회과학에서 두각을 나타낸 또 다른 아이디어는 사회정의 분야의 이슈와 환경과 관련된 이슈를 연결하는 "환경정의" 아이디어이다. 환경 정의를 설명함에 있어서 쇼어만-오이메와 코프니나가 강조하는 개념에는 "사회적, 생태적 행위자와 관련된 평등과 권리 문제"가 포함된다. 이것은 환경 취약성과 자원의 불평등한 분배에 대한 토론에서 나타난다. 여기에는 특정 그룹이 "환경적 부담"에 더 취약해지는 반면 다른 그룹은 환경 자원 및 서비스 측면에서 정의된 "환경적 혜택"에 더 많은 액세스 권한을 갖는다는 개념이 있다.
추가적으로, 환경 사회과학의 인간-환경 관계를 이해하려는 시도는 인간과 비인간 사이의 관계를 탐구하기 시작했고, 자연계 내에서 어떻게 둘 다 서로 상호작용하는지 이해하기 시작했다. 자연계 내에서 인간과 동물의 상호작용을 탐구하는 것과 관련된 아이디어는 환경윤리에서 두드러지게 나타났다.
쇼어맨 오이메와 코프니나는 환경 윤리를 "환경을 둘러싼 윤리적 문제를 다루는 철학의 하위 분야"라고 정의한다. 어떤 경우에는 환경 보호 또는 동물 복지의 고려에 윤리적 정당성과 도덕적 동기를 제공한다. 이것은 환경 적 가치와 도덕적 권리와 더 큰 생태계 내에서 누가 이러한 권리를 할당 받아야 하는지에 관한 논쟁에서 절정에 달했다.
환경 윤리는 인간과 자연 사이의 변증법을 탐구하여 자연의 인간 구성이 인간, 인간 관계 및 조건을 어떻게 재구성 할 수 있는지 탐구한다. 이 변증법을 조사하고자 하는 질문에서 나온 아이디어에는 "국내 화 이후 및 가정 화"가 포함된다. 가정성은 인간이 애완동물이 아닌 다른 동물들과 일상적으로 접촉하는 사회에서 생산되는 사회적 역학을 가리킨다. 사람들은 그들이 소비하는 동물들과 상당히 거리를 두고 불리엣 (2005) 에멜과 네오는 동물의 삶을 지배하는 과정을 목격하는 것에서 거리를 둔다.출생, 동물을 음식으로 소비하면서 사망하는 것은 동물과 지속적으로 상호작용하는 것과는 다른 영향을 미친다.  그들은 가축이 후유증이 생길 수 있지만, 동물과 상품으로 상호작용함으로써 동물의 삶 사이의 지속적인 거리가 사람들로 하여금 동물들과 거리를 두거나 그들이 구체화하는 라이프 사이클과 그들을 분리시키는 가게의 패키지로 생각하게 할 수 있다고 언급한다.  따라서 환경과학은 서로 다르지만 환경과 관련된 이슈와 사회과학의 다른 분야 및 이슈를 뒤엉키려고 하는 여러 개념, 아이디어, 패러다임의 길을 열었다.

## 사회 역학
사회 역학자는 SES(사회-경제적 지위)가 소득과 명성 같은 자원에 대한 다양한 접근을 결정하는 방법을 연구하여 건강 및 삶의 질 계층화를 생성할 수 있다. 종종, 그들의 조사는 질병통제예방센터가 "사람들이 살고, 배우고, 일하고, 노는 장소의 조건"이라고 보고하는 건강의 사회적 결정요소 (광범위한 건강 위험과 결과에 영향을 미치는 것)"와 관련이 있다. 이러한 역학자는 다양한 환경의 영향이 인간에게 미치는 중요성을 이해하기 위해 환경 사회 과학자들과 협력해야 한다. 이러한 작업은 전세계적으로 인간의 생활 수준을 향상시키기 위한 환경 및 공중 보건 정책에 영향을 미친다.
제5차 유럽 환경 및 보건 각료 회의는 아동이 중대한 환경 건강 위험에 노출되는 것을 방지하는 데 초점을 맞춘 새로운 도시 계획, 건강 형평성 및 환경 정의 정책을 통해 저소득 주거 환경을 개선하는 데 협력하기로 합의했다. 사람에 대한 특정 환경의 영향은 사회 역학자들이 특히 인구의 특정 부분만 부정적 영향을 받는 경우 사회적 지위의 분열과 관련이 있는지 여부를 결정하기 위해 조사할 수 있는 추세를 제공한다. 역학에서는 인간이 왜 병에 걸리는지 이해하기 위해 호스트-대리인-환경 삼각 체계를 사용하며, 이 세 가지 접근법은 사회 역학자들이 환경이 하위 부분 또는 전체 모집단의 건강 상태 감소에 어떻게 기여하는지 탐구할 수 있게 한다. 또한 그것은 사회, 문화, 경제, 정치 및 환경적 요인이 모두 고려되어야 할 중요한 요소라는 생각을 촉진하며, 환경 사회 과학자들과 협력하는 사회 역학자들이 권장하는 건강 영향 평가(HIA)는 환경에 긍정적인 변화를 효과적으로 일으키고 있다.  세계보건기구(WHO)는 2001년 특히 전 세계의 낮은 사회경제적 공동체 내에서 삶의 질 향상과 관련된 정책에 대한 환경 평가와 함께 건강 영향 평가가 이루어질 것을 보장하기 위해 회원국들과 함께 전략 환경 평가(SEA) 프로토콜을 작성했다. 환경이 전 세계 수백만 명의 삶의 질을 제한하는 요인(즉, 높은 오염 지역의 낮은 품질의 주택)인 스트레스 요인을 생성할 수 있기 때문에, 환경 사회과학자는 사회 역학자들이 조사하여 제공하는 데이터와 협력하여 건강 상태와 환경 사이의 관계를 이해한다.

## 같이 보기
- 기후정의
- 인간이 환경에 미치는 영향
- 사회과학

## 참고 문헌

### 추가 자료
- Berkhout, Frans, Melissa Leach 및 Ian Scoones. 2003. "환경 사회 과학의 관점 전환." pp. Negotiating Environmental Change : New Perspectives from Social Science의 1–31. 영국 첼 튼엄 : 에드워드 엘가.ISBN 978-1843761532ISBN 978-1843761532
- Folmer, Henk 및 Olof Johansson-Stenman. 2011. "환경 경제학은 엔진없이 비행기를 생산합니까? On the Need for an Environmental Social Science, " Environmental and Resource Economics 48 (3) : 337-361.
- 모란, 에밀리오. 2010. 환경 사회 과학 : 인간-환경 상호 작용 및 지속 가능성 . Malden, MA : John Wiley.ISBN 978-1405105743ISBN 978-1405105743
- Scoones, I. 1999. "새로운 생태학과 사회 과학 : 유익한 참여를위한 전망은 무엇입니까?" 인류학의 연례 검토 28 : 479-507.
- Vaccaro, Ismael, Eric Alden Smith, Shankar Aswani, eds. 2010. 환경 사회 과학 : 방법 및 연구 설계 . 캠브리지, 영국 및 뉴욕 : Cambridge University Press.ISBN 978-0-521-12571-0ISBN 978-0-521-12571-0